# American Association 1886
American Association 1886 var den femte sæson i baseballligaen American Association. Ligaen havde deltagelse af otte hold, som hver skulle spille 140 kampe i perioden 17. april – 15. oktober 1886.
Mesterskabet blev vundet af St. Louis Browns, som vandt 93 og tabte 46 kampe, og som dermed sikrede sig sit andet mesterskab i American Association – det første blev vundet i 1885.

## Resultater
| Plac. | Hold                   | Kampe | Vundne | Uafgj. | Tabte | Proc.  |
| ----- | ---------------------- | ----- | ------ | ------ | ----- | ------ |
| 1.    | St. Louis Browns       | 139   | 93     | 0      | 46    | 66,9 % |
| 2.    | Pittsburgh Alleghenys  | 140   | 80     | 3      | 57    | 58,4 % |
| 3.    | Brooklyn Grays         | 141   | 76     | 4      | 61    | 55,5 % |
| 4.    | Louisville Colonels    | 138   | 66     | 2      | 70    | 48,5 % |
| 5.    | Cincinnati Reds        | 141   | 65     | 3      | 73    | 47,1 % |
| 6.    | Philadelphia Athletics | 139   | 63     | 4      | 72    | 46,7 % |
| 7.    | New York Metropolitans | 137   | 53     | 2      | 82    | 39,3 % |
| 8.    | Baltimore Orioles      | 139   | 48     | 8      | 83    | 36,6 % |